# Occupatio (figura retorica)
Occupatio, letteralmente "sequestro", è la figura retorica consistente nell'atto, da parte dell'oratore, di  prevenire l'obiezione dell'avversario già nella propria argomentazione. L'oratore risponde ad una obiezione prima ancora che l'oppositore abbia l'opportunità di porla. Questa tecnica si considera l'opposto della preterizione (apophasis), in cui il retore sembra manifestare disinteresse per un argomento del quale in realtà parla, conferendogli quindi risalto.
Esempio:
"Alcuni potrebbero obiettare che... (argomento che si previene) ma ... (risposta a questa obiezione non ancora posta)"

## Riferimenti e note
- Rhetorical figures
- Gli Annei: una famiglia nella storia e nella cultura di Roma Imperiale di Di Isabella Gualandri, Giancarlo Mazzoli, 2003, pag. 93.
- Esempi ricercati dinamicamente su Google, sempre numerosi.